# 820년

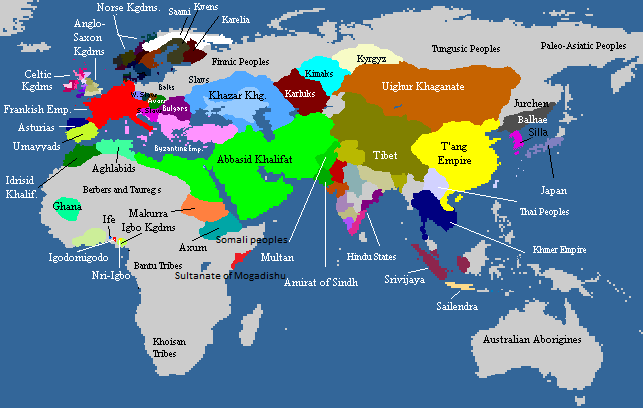
이것은 820년때의 세계를 알려주는 지도이다.

## 연호
- 당(唐) 원화(元和) 15년
- 일본(日本) 고닌(弘仁) 11년

## 기년
- 당(唐) 헌종(憲宗) 15년
- 신라(新羅) 헌덕왕(憲德王) 12년
- 발해(渤海) 선왕(宣王) 3년

## 사건
당 헌종이 환관에게 살해당하다.

## 사망
- 12월 24일 레오 5세 (45)-비잔틴제국 황제 (탄생 775년) (암살)
- 당 헌종 (42)-중국 황제 (탄생 778년)
- 아디 샹카라 (32)-인도의 현인 (탄생 788년)